# Boeckosimus normani
Boeckosimus normani är en kräftdjursart som beskrevs av Sars 1895. Boeckosimus normani ingår i släktet Boeckosimus och familjen Lysianassidae. Inga underarter finns listade i Catalogue of Life.